# 田湘利
田湘利（1962年11月—），男，汉族，江苏如东人，生于湖南长沙，中华人民共和国政治人物。在职大学学历，法律硕士、高级管理人员工商管理硕士。中共十九大代表。曾任福建省人民政府副省长兼省公安厅厅长，现任中共新疆维吾尔自治区党委常委、纪委书记，自治区监察委员会主任。

## 生平
1981年8月参加工作。1984年6月加入中国共产党。1998年2月，任三亚市中级人民法院院长。2001年3月，任海南省海南中级人民法院院长（2005年3月至2007年10月在西北政法大学法律专业在职学习，获法律硕士学位）。2008年9月，任海南省高级人民法院副院长、党组副书记；2011年5月，任中共海南省委政法委副书记、秘书长；2017年6月，任中共三沙市委书记。2018年1月，任福建省人民政府副省长、省公安厅党组书记，2018年3月兼任省公安厅厅长。
2021年5月，调任中共新疆维吾尔自治区党委常委、纪委书记，自治区监察委员会主任。